# Vadász Újság
Vadász Újság – Marosvásárhelyen 1921-ben indult, fejléce szerint „vadászat, vad- és ebtenyésztési, fegyvertechnikai szaklap”. Megjelent havonta, Földesy György szerkesztésében, 1931. december 31-ig.

## A lap olvasói és publicistái
Különböző időkben Erdély más területein működő egyesületek is magukénak vallották, így az aradi Kennel Klub, a temesvári Hubertus Vadászegyesület, a szászrégeni Silvana Vadász- és Védegylet, az Erdélyi Rendőr- és Védőkutyászok Egyesülete, Nagykároly és Vidéke Román Vadászok Társulata, a Romániai Ebtenyésztők Országos Egyesülete.
A vadászattal és témakörével, szaktémáival kapcsolatos cikkek mellett (ezek szerzői között volt az Érmellék természeti kincseinek neves gyűjtője, Andrássy Ernő s az 1920-as években már ismert nevű Kittenberger Kálmán) szívesen közölte régebbi és kortárs írók-költők természetélményből fogant írásait, így találkozunk benne Áprily Lajos, Blomberg Carla, Moldován Gergely, Újfalvy Sándor, Wass Albert verseivel, elbeszéléseivel). A Vadász Újságban rendszeresen közölt Csáki Mihály, Gspann Károly, Gyalui Pál, Imreh Barna, Incze Miklós, Salak Andor, Szlávik Nándor.